# الحرورية
المُحكمة أو الحرورية هم فرقة مِن فرَق الخوارج، وكان مبدأُ خُروجِهم من بلدة حَرُوراءَ بقرب الكوفة بالعراق فنُسِبوا إليها، وهم مَن أنكَروا على الخليفة الراشدي الرابع الإمام علي بن أبي طالب التَّحكيم في قتالِه مع معاوية بن أبي سفيان، ثمَّ قاتَلوه، وكفَّروا المسلمين، واستحَلُّوا دماءَهم. ويقال لهم أيضاً: أهل النَّهروان لأنَّ علياً قاتلهم هناك، كما سُمُّوا أيضاً بـ المُحَكِّمَة؛ لرفعهم شعار لا حُكْمَ إلّا لله، والتفافهم حوله، وسموا كذلك بِـ النَّواصِب؛ لِمُناصَبَتِهِم علياً ومن والاه العداوة والبغضاء، وبراءتهم من كثيرٍ من الصَّحابة من السّابقين الأَوَّلين من أهل بدرٍ وغيرهم، وسمُّوا بـ الوَعِيدِيَّة؛ لقولهم بتخليد من ارتكب كبيرةً في النّار، واستحلُّوا دماءهم وأموالهم، ووصفوا بأنَّهم يَجتهِدون في العبادة والصَّلاة والصِّيام، وكان أول رئيس لهم هو عبد الله بن وهب الراسبي الذي قاد المعركة ضد علي بن أبي طالب في النهروان فقتلوا هناك شر قتلة. ومن أبشع جرائمهم قتلهم عبد الله بن خباب ابن صاحب رسول الله ﷺ بعد أن حدثهم بحديث يوجب القعود عن الفتن، فذبحوه على حافة النهر وبقروا بطن امرأته وكانت حبلى

## التسمية
كانت تسمية الحرورية نسبة إلى بلدة حَرُوراءَ، مركز خروجهم على علي بن أبي طالب.
وجاء في الحديث «أنَّ امْرَأَةً قالَتْ لِعائِشَةَ: أتَجْزِي إحْدانا صَلاتَها إذا طَهُرَتْ؟ فقالَتْ: أحَرُورِيَّةٌ أنْتِ؟ كُنَّا نَحِيضُ مع النبيِّ صَلَّى اللهُ عليه وسلَّمَ فلا يَأْمُرُنا به أوْ قالَتْ: فلا نَفْعَلُهُ.» وقول عائِشةُ للمرأة التي استشكلت قضاء الحائض الصوم دون الصلاة مُستنكِرةً: أحَرُوريَّةٌ أنتِ؟ أي: هل أنتِ مِن هذه الفِرقةِ مِن الخَوارجِ؟ لأن كان بعضُهم يأمُرُ الحائضَ بقضاءِ الصلاةِ تنطُّعاً في الدِّينِ.
وقد وردت هذه التسمية في الصحيحين عن مصعب قال: «سَأَلْتُ أبِي: ﴿قُلْ هَلْ نُنَبِّئُكُمْ بِالْأَخْسَرِينَ أَعْمَالًا﴾ [الكهف:103]، هُمُ الحَرُورِيَّةُ؟ قالَ: لا، هُمُ اليَهُودُ والنَّصَارَى؛ أمَّا اليَهُودُ فَكَذَّبُوا مُحَمَّدًا صلَّى اللهُ عليه وسلَّم، وأَمَّا النَّصَارَى فَكَفَرُوا بالجَنَّةِ وقالوا: لا طَعَامَ فِيهَا ولَا شَرَابَ، والحَرُورِيَّةُ الَّذِينَ يَنْقُضُونَ عَهْدَ اللَّهِ مِن بَعْدِ مِيثَاقِهِ، وكانَ سَعْدٌ يُسَمِّيهِمُ الفَاسِقِينَ.»
ويسمى الخوارج ‌حرورية لتعنتهم ومخالفتهم السنة وخروجهم على جماعة المسلمين.
وعن أبي سلمة وعطاء بن يسار أنهما أتيا أبا سعيد الخدرى فسألاه عن الحرورية فقال: «أجل، سمعت رسول الله صلى الله عليه وسلم يذكر الحرورية، وما أدري ما الحرورية، ولكني سمعت رسول الله صلى الله عليه وسلم يقول: «يخرج في هذه الأمة - ولم يقل منها - قوم تحقرون صلاتكم مع صلاتهم، يقرءون القرآن لا يجاوز حلوقهم، أو حناجرهم، يمرقون من الدين مروق السهم من الرمية، ينظر الرامي إلى سهمه، ثم إلى نصله، ثم إلى رصافه، فينظر ويتمارى في الفوق، هل علق به شيء من الدم أم لا؟
»
وقال أحد شعراء الخوارج مقارناً بين جحف الثريد أي أكلُهُ وبين جحف الحروري بالسيف أي ضربه به
وقال شاعر آخر:

## موقف عمر بن عبد العزيز منهم
روى إسحاق عن أسلم عن يونس عن ابن وهب قال: أخبرني ابن أبي الزناد عن أبيه قال: خرجت حرورية بالعراق في خلافة عمر بن عبد العزيز وأنا يومئذ بالعراق مع عبد الحميد بن عبد الرحمن بن زيد بن الخطاب، فكتب إلينا عمر بن عبد العزيز يأمرنا أن ندعوهم إلى العمل بكتاب الله وسنة نبيه صلى الله عليه وسلم فلما أعذر في دعائهم كتب إليه أن قاتلهم فإن الله وله الحمد لم يجعل لهم سلفاً يحتجون به علينا، فبعث إليهم عبد الحميد جيشاً فهزمتهم الحرورية، فلما بلغ ذلك عمر بعث إليهم مسلمة بن عبد الملك في جيش من أهل الشام وكتب إلى عبد الحميد أنه قد بلغني ما فعل جيشك السوء وقد بعثت إليك مسلمة بن عبد الملك فخل بينه وبينهم فلقيهم مسلمة فأظفره الله عليهم وأظفره بهم.

## المعتقدات
الإيمان عندهم قولٌ وعمل وعقيدة، ولكنه لا يزيد ولا ينقص، وعندهم أن الإنسان إذا ترك واجباً فإنه يكون خارجاً من الدين
وهم يكفرون علي بن أبي طالب وعثمان وأصحاب الجمل ومن رضي بالتحكيم، وهم الذين يكفرون بالمعاصي، ويرون الخروج على إمام المسلمين وجماعتهم، ويتولون فرقة المحكمة الأولى، وأختلفوا العلماء في الحكم على الخوارج بأنهم نصيون أو مؤولون، فذهب بعضهم إلى أن الخوارج نصيون يجمدون على المعنى الظاهر من النص دون بحث عن معناه الذي يهدف إليه، وهذا رأي أحمد أمين، وأبي زهرة. وذهب آخرون إلى أن الخوارج يؤولون النصوص تأويلاً يوافق أهوائهم، وقد غلطوا حين ظنوا أن تأويلهم هو ما تهدف إليه النصوص، وعلى هذا الرأي ابن عباس وابن تيمية، وابن القيم. ومن العلماء من ذهب إلى القول بأن الخوارج ليسوا على رأي واحد في هذه القضية؛ بل منهم نصيون ومنهم مؤولون، كما ذهب إلى هذا الأشعري في مقالاته
غلت الحرورية في إثبات الوعيد والخوف للمؤمنين من التخليد في النار مع وجود الإيمان. وهم مضادون للمرجئة في النفي والإثبات والوعد والوعيد، ومن مفرداتهم أن من ارتكب كبيرة فهو مشرك ومذهب عامة الخوارج أنه كافر وليس بمشرك، قال بعضهم هو منافق في الدرك الأسفل من النار، فعند الحرورية أن الاسم يتغير بارتكاب الكبيرة الواحدة فلا يَسمى مؤمناً بل كافراً مشركاً، والحكم فيه أنه يخلد في النار واتفقوا على أن الإيمان هو اجتناب كل معصية.

## مناظرة ابن عباس
قال عبد الله بن عباس: لما خرجت الحرورية اعتزلوا في دارهم وكانوا ستة آلاف، فقلت لعلي: يا أمير المؤمنين أبرد بالظهر، لعَليّ آتي هؤلاء القوم فأكلمهم، فقال علي: إني أخاف عليك. قلت: كلا. قال: فقمت وخرجت ودخلت عليهم في نصف النهار وهم قائلون، فسلمت عليهم. فقالوا: مرحبا بك يابن عباس، فما جاء بك؟
| الحرورية | قلت لهم: أتيتكم من عند أصحاب النبي ، وصهره، وعليهم نزل القرآن، وهم أعلم بتأويله منكم، وليس فيكم منهم أحد، لابلّغكم ما يقولون، وأخبرهم بما تقولون. أخبروني ماذا نقمتم على أصحاب رسول الله وابن عمه؟ قالوا: ننقم منه ثلاثًا. - أولاهن: أنه حكم الرجال في دين الله، والله يقول: ﴿إِنِ الحكم إِلاَّ للَّهِ﴾، - والثانية: أنه قَاتَل، ثم لم يأخذ من مقاتليه سبيًا ولا غنائم، فلئن كانوا كفارًا، فقد حلت له أموالهم، وإن كانوا مؤمنين، فقد حرمت عليه دماؤهم. - والثالثة: رضى عند التحكيم أن يخلع عن نفسه صفة أمير المؤمنين، استجابة لأعدائه، فإن لم يكن أمير المؤمنين، فهو أمير الكافرين. فقال ابن عباس: - أما قولكم: إنه حكم الرجال في دين الله، فأي بأس؟ إن الله يقول: ﴿يَا أَيُّهَا الَّذِينَ آمَنُوا لَا تَقْتُلُوا الصَّيْدَ وَأَنْتُمْ حُرُمٌ وَمَنْ قَتَلَهُ مِنْكُمْ مُتَعَمِّداً فَجَزَاءٌ مِثْلُ مَا قَتَلَ مِنَ النَّعَمِ يَحْكُمُ بِهِ ذَوَا عَدْلٍ مِنْكُمْ﴾، وكان من حكم الله أنه صيره إلى الرجال يحكمون فيه، ولو شاء لحكم فيه، فجاز من حكم الرجال، أنشدكم بالله أحكم الرجال في صلاح ذات البين، وحقن دمائهم أفضل أو في أرنب؟ وفي المرأة وزوجها: ﴿وَإِنْ خِفْتُمْ شِقَاقَ بَيْنِهِمَا فَابْعَثُواْ حَكَمًا مِّنْ أَهْلِهِ وَحَكَمًا مِّنْ أَهْلِهَا﴾ فنشدتكم بالله حكم الرجال في صلاح ذات بينهم، وحقن دمائهم أفضل من حكمهم في بضع امرأة؟. - وأما قولكم: قاتل ولم يَسْبِ، ولم يغنم. أفتسبون أمكم عائشة، تستحلون منها ما تستحلون من غيرها وهي أمكم؟ فإن قلتم: إنا نستحل منها ما نستحل من غيرها فقد كفرتم، وإن قلتم: ليست بأمنا فقد كفرتم: ﴿النَّبِيُّ أَوْلَى بِالْمُؤْمِنِينَ مِنْ أَنفُسِهِمْ وَأَزْوَاجُهُ أُمَّهَاتُهُمْ﴾ فأنتم بين ضلالتين، فأتوا منها بمخرج. - وأما محي نفسه من أمير المؤمنين، فأنا آتيكم بما ترضون. إن نبي الله ﷺ يوم الحديبية صالح المشركين فقال لعلي: اكتب يا علي: هذا ما صالح عليه محمد رسول الله. قالوا: لو نعلم أنك رسول الله ما قاتلناك فقال رسول الله ﷺ: امح يا علي اللهم إنك تعلم أني رسول الله، امح يا علي، واكتب هذا ما صالح عليه محمد بن عبد الله والله لرسول الله ﷺ خير من علي، وقد محى نفسه، ولم يكن محوه نفسه ذلك محاه من النبوة. | الحرورية |

فرجع منهم ألفان، وخرج سائرهم، فقتلوا على ضلالتهم، فقتلهم المهاجرون والأنصار.